# Kohunlich
Kohunlich es una antigua ciudad y centro ceremonial maya, ubicado en el municipio de Othón P. Blanco en las selvas de Quintana Roo, México dentro de la región maya de Río Bec.Constituyó un gran asentamiento prehispánico maya dividido en varios grupos y complejos arquitectónicos de carácter ceremonial y habitacional los cuales están integrados por numerosas plazas, templos y pirámides, su edificación se remonta al año 500 a. C. en el periodo Preclásico y continuó hasta el Posclásico temprano en el año 1100 d. C., aunque su época de apogeo se dio durante el periodo Clásico. En el sitio destaca el llamado Templo de los Mascarones, considerado el más representativo de Kohunlich el cual esta datado en el periodo clásico y consta de un gran edificio piramidal decorado con 6 grandes mascarones de estuco originalmente cubiertos de pintura roja fijados en las fachadas de los costados de manera escalonada, estos aluden a los rostros de los gobernantes de Kohunlich finamente ataviados con orejeras y tocados, los cuales son representados con una fuerte vinculación al dios maya solar, Kinich Ahau. Kohunlich desarrolló un estilo arquitectónico propio denominado estilo Pixa’an, nombre dado en referencia al conjunto arqueológico donde se observa esta manifestación arquitectónica única en la zona maya.

## Ubicación
La zona arqueológica de Kohunlich se ubica en medio de una zona selvática de clima tropical al sur de Quintana Roo en el municipio de Othón P. Blanco a unos 65 kilómetros de Chetumal y cerca de la frontera entre México y Belice.

## Arquitectura
El sitio de Kohunlich es relativamente extenso, unos 21 acres rodeados de bosque tropical. El trazado de los edificios y los restos de canalizaciones de agua y cisternas indican que Kohunlich era una ciudad importante en su momento. En este sitio se encuentran cerca de 200 montículos, aunque muchos de ellos permanecen todavía inexcavados e invadidos aún por la vegetación.En Kohunlich se encuentra la muestra de un estilo arquitectónico único, el cual se caracteriza por sus construcciones con muros planos, nichos en las fachadas, jambas estilizadas de forma redondeada en las entradas y columnas empotradas, este estilo se puede observar ampliamente en el conjunto arqueológico Pixa'an edificado en el Clásico temprano por lo que se le ha dado la denominación de estilo Pixa'an.

### Templo de los Mascarones
El Edificio A-1 o Templo de los Mascarones es uno de los más visitados porque tiene relieves monumentales de estuco que aún conservan la pintura roja que cubría todo el templo. Este edificio fue construido durante el periodo Clásico Temprano y tiene mayor relación con el llamado estilo Petén.

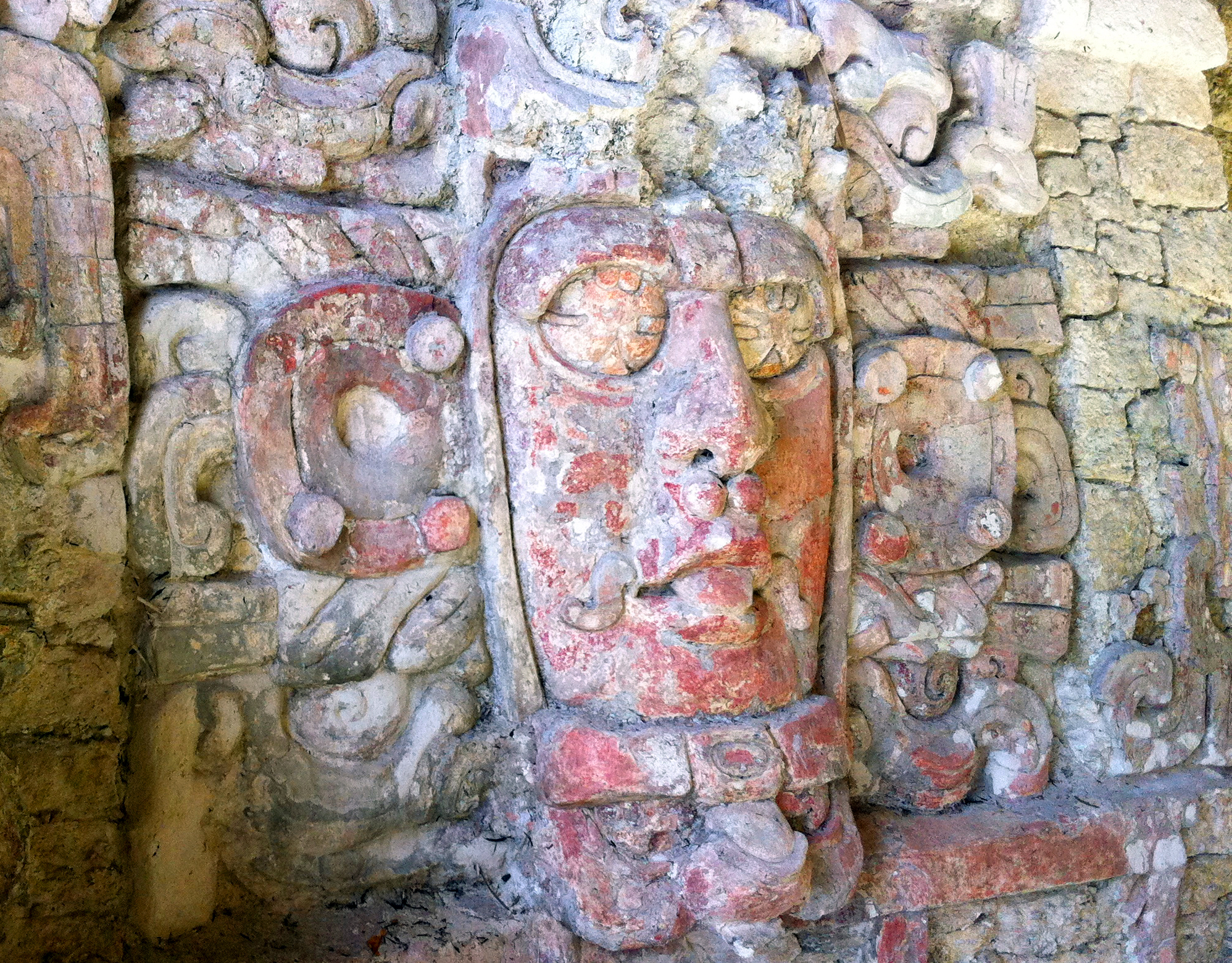
Mascarón de Kohunlich

### Ya'axná
La plaza Ya'axná es el grupo arquitectónico más antiguo del sitio, consta de un complejo de uso ceremonial integrado por nueve estructuras entre las que destacan 3 basamentos piramidales de gran tamaño rodeando una plaza cívica, siendo la estructura E-1 la edificación más antigua de Kohunlich cuya primer etapa de construcción se remonta al periodo preclásico.

## Historia
El comienzo de la ocupación prehispánica de Kohunlich se remonta a los años 500 al 300 a. C. durante el periodo Preclásico, sus construcciones más significativas fueron elaboradas en el periodo Clásico entre el año 250 y 600 d. C. También puede suponerse que Kohunlich representaba un punto de enlace del comercio entre las ciudades de la Península de Yucatán y varias ciudades mayas en el norte de Centroamérica. Las investigaciones arqueológicas han identificado dos grandes colapsos en la ciudad de Kohunlich, uno del que se recuperó durante el periodo Clásico y otro alrededor del año 1100 que marcaría su abandono definitivo.
El sitio se conoce desde 1912 cuando el arqueólogo Raymond Merwin visitó los asentamientos prehispánicos al norte del Río Hondo.

## Toponimia
El nombre antiguo del sitio se desconoce. La palabra Kohunlich con que se le denomina no es tampoco de origen maya, pues es el resultado de una transcripción fonética de su nombre original en inglés Cohoon Ridge, que significa lomerío de corozos o corozal, elaborada por el arqueólogo Víctor Segovia, quien fue el primero en explorar la región. 